# Burgrave

Blason de Gérard van Diest, burgrave d'Anvers.

Burgrave (de l'allemand Burggraf, comte du château ou châtelain) est pendant le Moyen Âge dans le Saint-Empire romain germanique la désignation officielle d'un commandeur militaire d'une place forte, plus tard devenue un titre aristocratique. 
Un Burgrave n'a pas gouverné un territoire en son propre nom en tant que fief, mais en tant qu'administrateur de l'empereur sur la propriété impériale, y compris des villes et des terres environnantes souvent considérables. Il exerçait en même temps sur les bourgeois le droit de juridiction. Les burgraves font partie des princes du Saint-Empire depuis la fin du Moyen Âge.
Il y avait quatre burgraviats héréditaires dans le Saint-Empire romain germanique  :
- le burgraviat de Nuremberg : ce titre, créé en 1060 par l'empereur Henri IV pour la maison de Vohburg, est ensuite dévolu à la maison de Hohenzollern. Cette famille d'origine souabe a ensuite pu transformer son burgraviat franconien en deux margraviats, puis principautés, qu'elle a gouvernés pendant des siècles: la Principauté d'Ansbach et la Principauté de Bayreuth. De là, les Hohenzollern se sont élevés pour devenir margraves de Brandebourg et plus tard électeurs et rois de Prusse et empereurs allemands. Bien que les deux principautés aient été annexées à l'État prussien en 1791/92, le titre de burgrave de Nuremberg est resté l'un des titres du roi de Prusse et de l'empereur allemand jusqu'en 1918.

- le burgraviat d'Anvers,
- le burgraviat de Magdebourg,
- le burgraviat de Friedberg.

Un autre exemple précoce:
- le burgraviat de Dohna (depuis 1156, mais annexé par la Maison de Wettin vers 1400).

Quelques familles nobles d'Allemagne ont conservé le titre de burgraves depuis des siècles, comme les comtes de Dohna jusqu'à ce jour, sans qu'il s'y attache aucune possession territoriale. 
Dans un contexte flamand, ce mot est synonyme de vicomte, voire parfois de châtelain (dans le sens d'auxiliaire du comte chargé de tenir une ville ou place forte).

## Source
Cet article comprend des extraits du Dictionnaire Bouillet. Il est possible de supprimer cette indication, si le texte reflète le savoir actuel sur ce thème, si les sources sont citées, s'il satisfait aux exigences linguistiques actuelles et s'il ne contient pas de propos qui vont à l'encontre des règles de neutralité de Wikipédia.